# Boeing 247
Boeing Model 247 je bilo dvomotorno propelersko potniško letalo ameriškega proizvajalca Boeing. Bilo je prvo potniško letalo s povsem kovinskim (aluminijstim) trupom, uvlačljivim pristajalnim podvozjem in kantilever krilom - krilo, ki je pritrjeno na samo enem stikališču. Druge novosti so bile avtopilot, sistem proti zalejevanju in sistem za trimanje. 247 je bilo prvo dvomotorno transportno letalo, ki je lahko letelo samo z enim motorjem.
Prvič je poletel 8. februarja 1933 in vstopil v uporabo kasneje istega leta. Študirali so tudi o večji štirimotorni verziji. Dizajn se ni veliko spremenil do pojava letal s presurizirano kabino in večjo višino leta. Boeing 247 je bil hitrejši kot lovsko letalo tistega časa Boeing P-12.

## Tehnične specifikacije(Boeing 247D)
Podatki iz '
Splošne karakteristike
- Število sedežev: 10 potnikov
- Dolžina: 51 ft 5 in (15,7 m)
- Razpon kril: 74 ft 1 in (22,6 m)
- Višina: 12 ft 5 in (3,8 m)
- Površina kril: 836,4 ft² (78 m²)
- Teža praznega letala: 8 921 lb (4 055 kg)
- Maks. vzletna teža: 13 650 lb (6 190 kg)
- Pogon letala: 2 ×  Zvezdasti motor Pratt & Whitney S1H1-G Wasp, 550 KM (410 kW)  vsak

 Zmogljivost 
- Maks. hitrost: 200 mph (320 km/h)
- Potovalna hitrost: 188 mph (304 km/h)
- Doseg: 745 milj (1 200 km)
- Višina leta: 25 400 ft (7 620 m)
- Hitrost vzpenjanja: 1 148 ft/min (350 m/min)